# 鳞胸嘲鸫
鳞胸嘲鸫（学名：Allenia fusca），是雀形目嘲鸫科的一种鸟类，属于单型的鳞胸嘲鸫属（学名：Allenia）。
鳞胸嘲鸫体重约67.07克，翼长约12.28厘米，喙宽度约4.8毫米，喙厚度约5.7毫米，嘴峰长约22毫米，跗蹠长约29.1毫米，尾长约96.8毫米。
鳞胸嘲鸫是留鸟，栖息在灌木林，它们是杂食性动物。

## 亚种
- Allenia fusca atlantica，分布在巴巴多斯。
- Allenia fusca hypenema，分布在小安的列斯群岛北部。
- Allenia fusca schwartzi，分布在圣卢西亚岛。
- Allenia fusca vincenti，分布在圣文森特岛。
- Allenia fusca fusca，分布在小安的列斯群岛的多米尼加至格林纳达。[4]